# پل ترنوو
پل ترنوو (اسلوونیایی: Trnovski most) پلی است که روی رودخانه گراداشچیکا در لیوبلیانا، پایتخت اسلوونی قرار دارد. این پل در مقابل کلیسای ترنوو و در انتهای خیابان کارون (اسلوونیایی: Karunova ulica) واقع شده است و ادامه خیابان ایمونا (اسلوونیایی: Emonska cesta) به سمت جنوب مرکز شهر است. این پل محله‌های کراکوفو و ترنوو، که قدیمی‌ترین حومه‌های لیوبلیانا هستند و به دلیل باغ‌های بازار و رویدادهای فرهنگی‌شان معروف هستند، را به هم متصل می‌کند. از اواخر قرن هفدهم یک پل در این مکان وجود داشته است. پل مدرن بین سال‌های ۱۹۲۸ و ۱۹۳۲ توسط سازنده ماتکو چرک بر اساس طرح‌های معمار جوژه پلچنیک ساخته شد. این پل به دلیل عرض آن و درختانی که بر روی آن قرار دارند متمایز است. این پل برجسته‌ترین شیء در بازسازی پلچنیک از سواحل گراداشچیکا است. از اوت ۲۰۲۱، پل ترنوو به عنوان بخشی از میراث پلچنیک در فهرست میراث جهانی یونسکو ثبت شده است.